# Abducció (anatomia)

Plans anatòmics humans

Articulació coxofemoral, mostrant en l'animació els moviments d'adducció i abducció

L'abducció és el moviment de separació d'una part del cos respecte al pla de simetria (sagital) d'aquest. Per tant, és un moviment de direcció transversal. Per exemple, caiguts els braços al costat del cos, la seva elevació lateral per l'acció del múscul deltoide principalment. L'esmentat múscul és abductor del braç. El moviment oposat a l'abducció és l'adducció.